# Keep the Faith (singolo KAT-TUN)
Keep the Faith è un brano musicale della boy band giapponese KAT-TUN, estratto come secondo singolo dall'album KAT-TUN III: Queen of Pirates. È stato pubblicato il 21 novembre 2007 ed è il quinto singolo consecutivo del gruppo ad arrivare alla prima posizione della classifica Oricon dei singoli più venduti in Giappone; il brano è usato come sigla del dorama Yukan Club, che vede Jin Akanishi e Junnosuke Taguchi tra i protagonisti.

## Tracce
CD singolo JACA-5079
1. Keep the faith - 3:47
2. Crazy Love - 4:36
3. Keep the faith (Instrumental) - 3:47
4. Crazy Love (Instrumental) - 4:36

Durata totale: 16:46

## Classifiche
| Classifica (2007)                        | Posizione più alta |
| ---------------------------------------- | ------------------ |
| Giappone (Classifica settimanale Oricon) | 1                  |